# Gymnonerius hendeli
Gymnonerius hendeli är en tvåvingeart som beskrevs av Willi Hennig 1937. Gymnonerius hendeli ingår i släktet Gymnonerius och familjen Neriidae.
Artens utbredningsområde är Taiwan. Inga underarter finns listade i Catalogue of Life.